# Stazione di Lei
La stazione di Lei è una fermata ferroviaria al servizio del comune di Lei, posta lungo la ferrovia Macomer-Nuoro.

## Storia

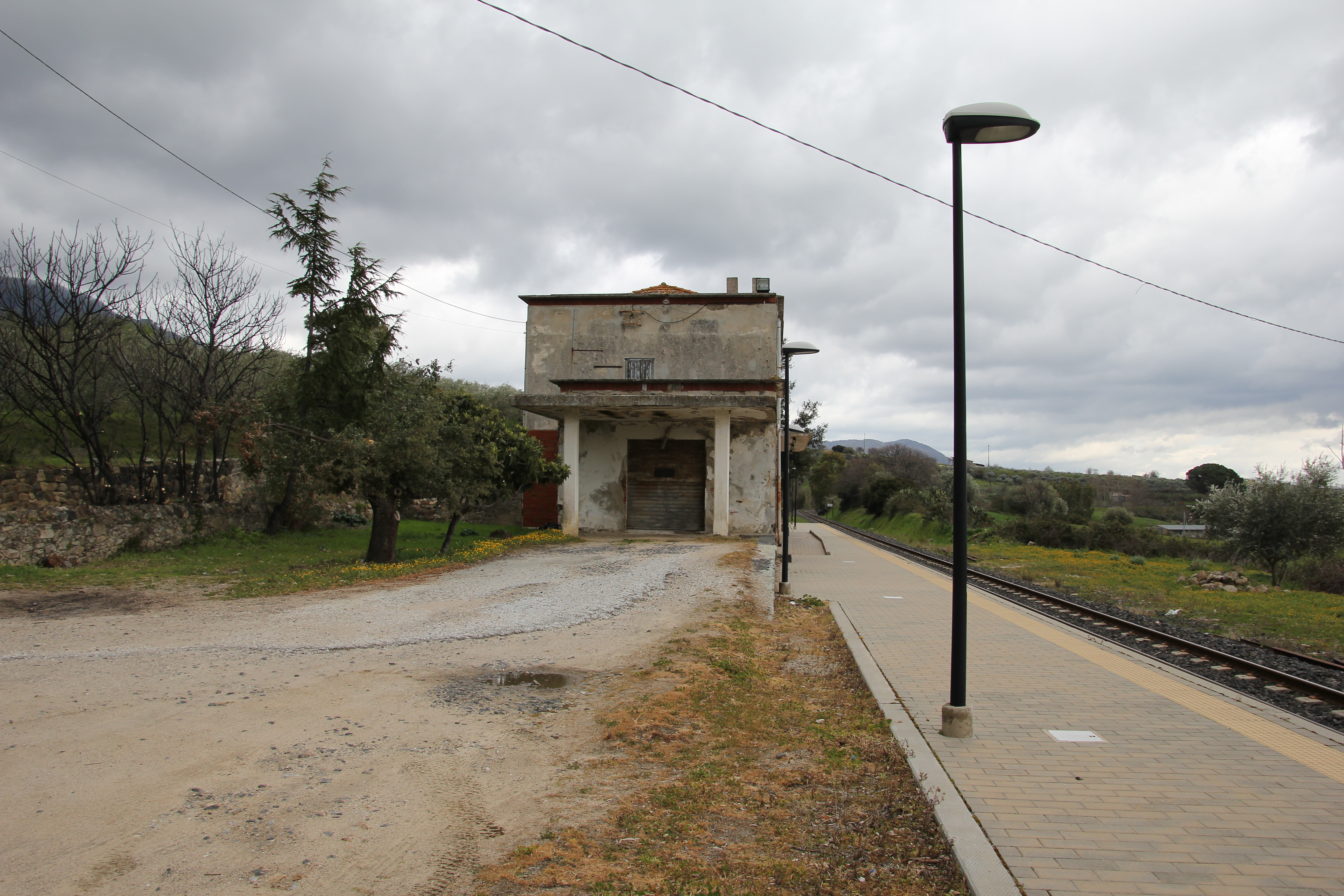
L'ex scalo merci, in disuso dagli anni della gestione FdS

L'impianto nacque con caratteristiche di stazione nell'ultima parte dell'Ottocento in coincidenza con la fase di realizzazione della ferrovia a scartamento ridotto tra Nuoro e Macomer, il cui tracciato si sarebbe sviluppato a breve distanza dall'abitato di Lei. L'attivazione della stazione risale al 26 dicembre 1888, data in cui fu aperto al traffico il tronco iniziale della linea tra Macomer e la stazione di Tirso in cui l'impianto è compreso.
Successivamente lo scalo passò alla gestione delle Ferrovie Complementari della Sardegna nel 1921 e da queste alle Ferrovie della Sardegna nel 1989 e all'ARST nel 2010. In quello stesso anno l'intera Macomer-Nuoro fu chiusa per lavori di ammodernamento del tracciato e degli scali, compresa la stazione di Lei; alla riapertura nel 2012 tuttavia l'impianto era stato trasformato in fermata, stante la rimozione dal piazzale ferroviario di tutti i binari ad eccezione di quello di linea.

## Strutture e impianti

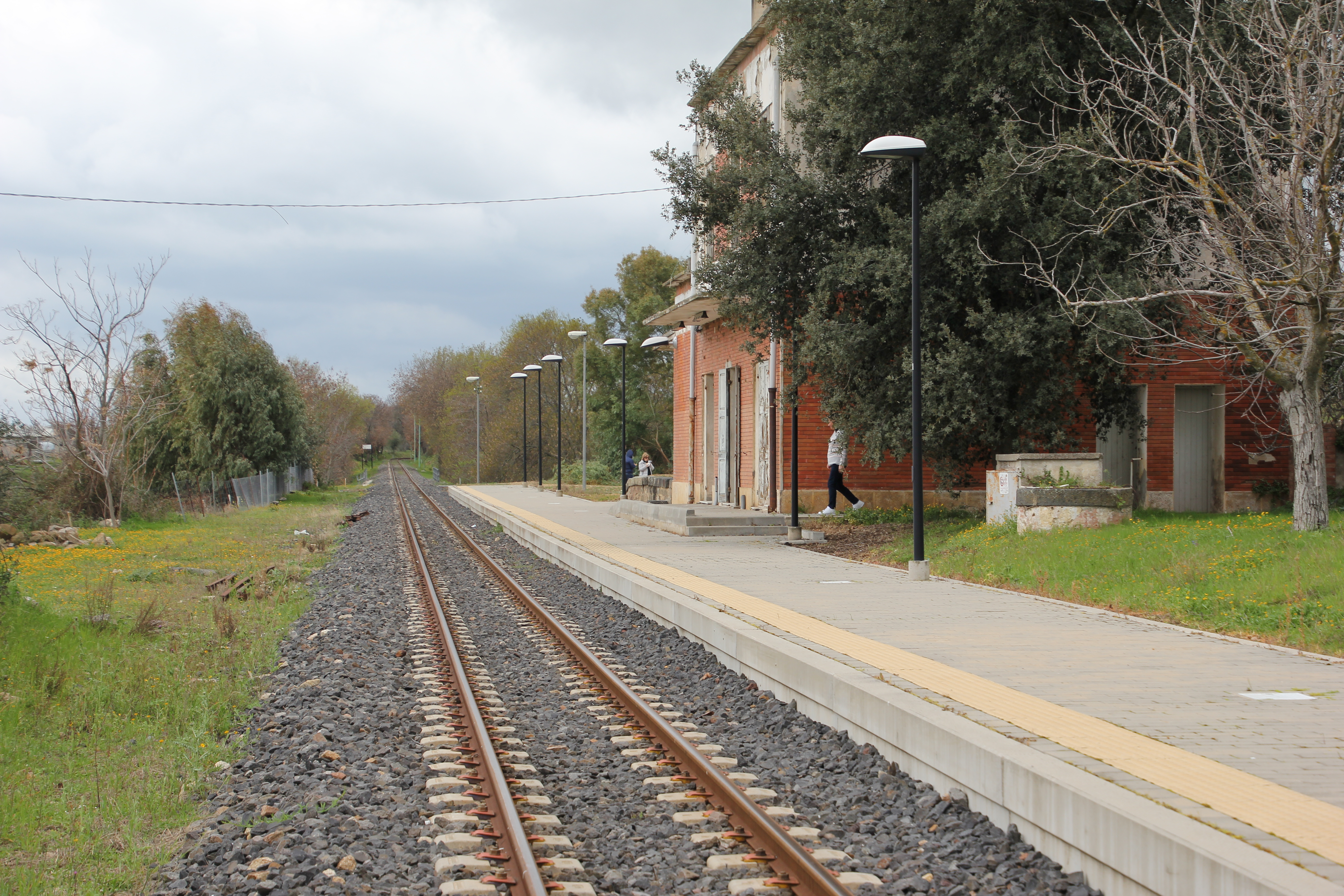
Il binario di corsa con a destra la banchina in uso dal 2012 ed il fabbricato viaggiatori

L'impianto di Lei si trova ad alcune centinaia di metri dall'abitato omonimo, e dal 2012 presenta una configurazione di fermata passante, essendo dotata del solo binario di corsa a scartamento da 950 mm, dotato di una banchina. Per la realizzazione di quest'ultima sono stati rimossi due binari precedentemente presenti nello scalo: sino al 2010 infatti l'impianto aveva caratteristiche di stazione, avendo in posa un binario di incrocio ed in più un tronchino terminante dinanzi al dismesso scalo merci dell'impianto, quest'ultimo composto anche da un piano caricatore e da un magazzino in uso per questo servizio.
Adiacente al magazzino merci è situato il fabbricato viaggiatori della fermata, una costruzione a due piani a pianta rettangolare e tre accessi sul lato binari; presente inoltre un piccolo edificio adibito a magazzino.

## Movimento
La fermata è servita dai treni dell'ARST operativi lungo la Macomer-Nuoro: i due capolinea sono anche i centri maggiori raggiungibili dai collegamenti interessanti l'impianto. Le relazioni vengono espletate nei giorni feriali, mentre nelle domeniche e nei festivi non vengono effettuati treni, in luogo dei quali vengono svolte alcune autocorse sostitutive.

## Servizi

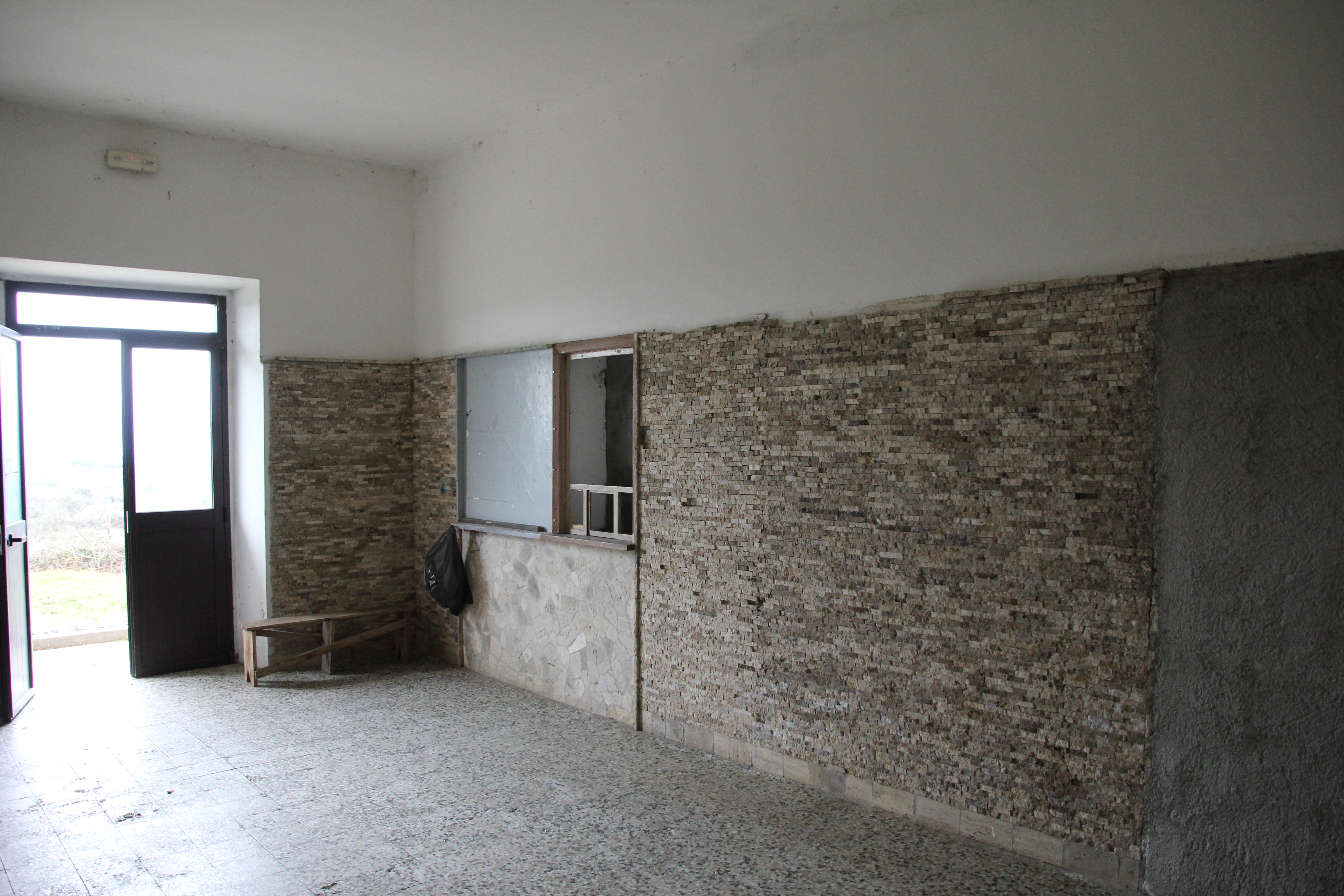
La sala d'attesa, con al centro quello che era lo sportello della biglietteria

L'impianto è dotato di una sala d'attesa e di servizi igienici, questi ultimi tuttavia non più a disposizione dei viaggiatori. Era inoltre presente una biglietteria a sportello.
- Sala d'attesa

## Interscambi
Nel piazzale esterno allo scalo è presente una fermata delle autolinee interurbane dell'ARST, che collegano lo scalo con vari centri del circondario.
- Fermata autobus